# Yokadouma
Yokadouma är en ort i Kamerun.   Den ligger i regionen Östra regionen, i den sydöstra delen av landet, 400 km öster om huvudstaden Yaoundé. Yokadouma ligger 523 meter över havet och antalet invånare är 13 287.
Terrängen runt Yokadouma är huvudsakligen platt. Yokadouma ligger nere i en dal. Trakten runt Yokadouma är mycket glesbefolkad, med 3 invånare per kvadratkilometer. Det finns inga andra samhällen i närheten. I omgivningarna runt Yokadouma växer i huvudsak städsegrön lövskog.